# Louis Aliot
Pour les articles homonymes, voir Aliot.
Louis Aliot, né le 4 septembre 1969 à Toulouse (Haute-Garonne), est un homme politique français.
Membre depuis 1990 du Front national (FN), devenu Rassemblement national (RN), il y exerce différentes fonctions de premier plan (secrétaire général de 2005 à 2010, vice-président de 2011 à 2018, membre du bureau national depuis 2018). Il est par ailleurs, entre 2009 et 2019, le compagnon de Marine Le Pen, dont il soutient l'ascension au sein du parti.
Conseiller régional de Midi-Pyrénées de 1998 à 2010 puis du Languedoc-Roussillon jusqu’en 2015, il est élu au Parlement européen en 2014 et à l’Assemblée nationale, pour la deuxième circonscription des Pyrénées-Orientales, en 2017.
En 2020, tête de liste pour la quatrième fois consécutive aux élections municipales à Perpignan, il remporte le scrutin face au maire de droite sortant, ce qui fait de lui le second maire d’extrême droite d'une ville de plus de 100 000 habitants, après Jean-Marie Le Chevallier à Toulon en 1995. Cette victoire lui permet d’être également élu vice-président de Perpignan Méditerranée Métropole.
Lors du congrès du RN de 2022, candidat à la présidence du parti, il est largement battu par Jordan Bardella.

## Biographie

### Origine, formation et carrière professionnelle
Louis Aliot est issu d'une famille juive
pied-noir algérienne française. Son grand-père maternel est un Juif d'Algérie, originaire de Médéa, qui devient citoyen français par le décret Crémieux de 1870,. Son grand-père paternel est plâtrier ariégeois,; il est sympathisant de Pierre Poujade. 
Louis Aliot naît le 4 septembre 1969 à Toulouse. Son père est plâtrier originaire d'Ax-les-Thermes. D'après Joseph Beauregard et Nicolas Lebourg, « son père est d'un socialisme tranquille qui bascule vers la droite nationaliste à son retour de la guerre d'Algérie ». Sa mère — Thérèse Sultan — est rapatriée d'Algérie du quartier de Bab El Oued, à Alger, en 1962, issue d'une famille ayant basculé de la gauche vers la droite nationaliste dans une période marquée par la guerre d'Algérie et l'exode des juifs Pieds-noirs.
Le sociologue Sylvain Crépon souligne que « le fait d'être né d'une mère pied-noire et d'un père mobilisé pendant la guerre d'Algérie l'a rendu très sensible au sort des rapatriés et de leurs descendants, aux liens que la France entretient avec ses anciennes colonies et au phénomène de l'immigration qui en est issue » et relève qu'« il n'a par ailleurs pas hésité à faire ovationner Bastien-Thiry en meeting, membre de l'OAS et organisateur de l'attentat du Petit-Clamart contre le général de Gaulle ». Il indique que son engagement a pour origine ses lectures de jeunesse dans « une bibliothèque entière de livres d’auteurs nationalistes sur la décolonisation ».
Sylvain Crépon relève qu'« Aliot ne manque également jamais de préciser que son grand-père maternel était juif, ce qui lui aurait valu quelques attaques fielleuses sur des sites Internet d'extrême droite. Une manière de signifier qu'il incarne ce Front national nouveau qui a tourné le dos à l'antisémitisme. Pour autant, lorsqu'il aborde le sujet, on retrouve quelques tics de langage caractéristiques, et sans doute inconscients. Par exemple, lorsqu'il souligne que ce même grand-père « était très antilobbies », ayant refusé de se faire enterrer dans un cimetière juif. Exception faite de sa famille, le dirigeant frontiste semble associer l'appartenance à une identité culturelle minoritaire avec l'appartenance quasi automatique à des groupes de pression. »
Il affirme par ailleurs que sa grand-mère maternelle s'occupait un temps des archives du Parti communiste français à Bab El-Oued. Sa mère soutient le retour au pouvoir de Charles de Gaulle en 1958, puis la tentative de coup d'État en 1961. Lors de l'élection présidentielle de 1965, ses parents participent à la campagne de Jean-Louis Tixier-Vignancour, et en 1974 ils votent pour Jean-Marie Le Pen, qui recueille 0,75 % des voix. Adhérente du FN, sa mère est candidate lors des élections départementales de 2015 dans le canton de Lavelanet.
Il suit ses études secondaires au collège d'Ax-les-Thermes en section ski-études puis tennis-études. C'est un amateur de rugby à XV, sport qu’il a pratiqué pendant plus de dix ans, notamment au poste de troisième ligne du club de Tarascon-sur-Ariège. Il effectue ses études supérieures à Toulouse et obtient en 1997 un DEA de science politique puis le 18 juin 2002, un doctorat en droit public,. Le jury de sa thèse était présidé par Jean Foyer, ancien ministre de la Justice du général de Gaulle ; elle s'intitulait Les effets institutionnels et politiques de l'élection du président de la République au suffrage universel direct et était dirigée par le professeur de droit public Jean-Marie Crouzatier. Elle fut l'objet en 2003 d'une publication aux Éditions François-Xavier de Guibert.
De 1998 à 2005, Louis Aliot est chargé d’enseignement en droit constitutionnel et droit public à l’université Toulouse-I-Capitole. Le Conseil national des universités le refuse comme enseignant, décision que Jean-Marie Crouzatier explique par des « raisons politiques ».
En 2010, l’année suivant son licenciement du FN pour des raisons économiques, il entame les démarches pour devenir avocat, et se fait à cette occasion parrainer par Serge Didier et Jean-Marie Crouzatier, et recommander par Roland Dumas,. Il prête serment comme avocat au barreau de Paris le 5 mai 2010, et installe peu après son cabinet à Perpignan.
Louis Aliot est divorcé et a deux enfants. Il est le compagnon de Marine Le Pen de 2009 à 2019. Lors des élections municipales de 2020, il s’affiche avec sa nouvelle compagne, Véronique Lopez. Ils se marient le 16 juillet 2021.
Il est catholique non pratiquant, considérant l'Église comme trop éloignée de l'Évangile.[à vérifier]

### Parcours politique

#### Débuts
Au lycée, il accompagne des camarades à quelques réunions du RPR. Lors de la première année de ses études de droit, il devient responsable du Renouveau étudiant sans s'y investir, par manque de temps et d'envie, jugeant l'organisation « trop radicale idéologiquement » et « trop petite-bourgeoise dilettante » selon Nicolas Lebourg et Joseph Beauregard. En 1986, durant ses études, il milite au sein du syndicat étudiant d'origine gaulliste Union nationale inter-universitaire (UNI) et participe à des réunions en faveur de Jacques Chirac. Lors de la première cohabitation, écœuré par ce qu’il considère alors comme les reniements de la droite chiraquienne et le cynisme de la gauche mitterrandienne, il observe avec attention le parcours du groupe parlementaire du Front national et de son chef.
Lors de la campagne de l'élection présidentielle de 1988, sa mère, qui deviendra dans les années 2000 secrétaire départementale du Front national de l'Ariège, l'amène à un meeting de Jean-Marie Le Pen,. Il vote pour ce dernier au premier tour, pour Jacques Chirac au second,. Louis Aliot expliquera ce qui l’a décidé à s’engager : « À Lavelanet, dans mon département, lors d’un meeting de Jean-Marie Le Pen, j’ai croisé la haine : celle de la gauche « humaniste », « tolérante » et « progressiste » qui braillait dans la rue, le poing levé en chantant L'Internationale ».
À l'issue des élections régionales de mars 1998, il est élu conseiller régional de Midi-Pyrénées sur la liste de Haute-Garonne.

#### Ascension au sein du Front national puis du Rassemblement national

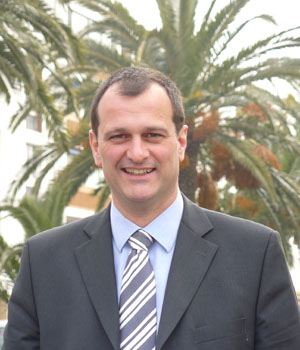
Louis Aliot à Perpignan en 2008.

En 1990, l'affaire de la profanation du cimetière juif de Carpentras le pousse à devenir un militant actif au Front national, dont il est persuadé qu'on cherche à salir l'image ; après la condamnation des skinheads néonazis responsables des faits, il considère que « soit on a payé des gens pour le faire, soit ce sont des individus de la bourgeoisie de Carpentras qui se sont amusés et dont on a voulu taire la responsabilité ». Cherchant à adhérer à la section ariégeoise du Front national de la jeunesse (FNJ), il découvre son inexistence : sur la recommandation de Bernard Antony, élu FN de Toulouse, il crée la section départementale et en prend la tête.
Il termine l'année suivante major de l'université d'été du FNJ qui rassemble alors environ deux cents militants, ce qui le conduira par la suite à être formateur au sein du FNJ et proche collaborateur de son directeur national, Samuel Maréchal. Il participe à sa première élection sous les couleurs du FN à l'occasion des élections cantonales de 1992 où il se présente dans le canton de Vicdessos en Ariège. En 1995, il est embauché en tant qu'attaché du groupe municipal frontiste à la mairie de Toulouse et entame ainsi son doctorat.
Lors de la scission mégrétiste, Louis Aliot adresse une lettre aux adhérents du FN de Haute-Garonne leur enjoignant de rester fidèles à Jean-Marie Le Pen. Peu après, lorsque ce dernier cherche un nouveau directeur de cabinet, Samuel Maréchal lui recommande Louis Aliot ; celui-ci accepte le poste en janvier 1999, mais le quitte en septembre 2000 afin de terminer sa thèse de doctorat à Toulouse.
En mai 2001, Jean-Marie Le Pen le nomme coordinateur de la campagne présidentielle aux côtés de Bruno Gollnisch. Il participe à l'écriture de ses discours et sera à l'origine d’un des axes fondamentaux de la campagne de 2002 : « La République référendaire », ainsi que d’un projet sur le codéveloppement avec l'Afrique. Le lendemain du premier tour, il prend en charge la « cellule présidentielle », poste qui l'amène à préparer l'arrivée de Jean-Marie Le Pen à l'Élysée dans l'éventualité d'une victoire. À cette époque, il est aussi membre de l'Alliance pour la souveraineté de la France qui rassemble diverses personnalités souverainistes,. À partir de juin 2002, il rédige chaque semaine un billet politique dans National-Hebdo qui fait l’objet en 2005, sous forme de recueil, d’une publication intitulée Mes billets pour la France. Dans le même temps, il occupe le poste de secrétaire général de l'association Générations Le Pen, alors présidée par Marine Le Pen, et destinée à mettre en œuvre la « dédiabolisation » du parti. Après l'élection de cette dernière au Parlement européen en 2004, il devient son assistant parlementaire.
Lors du congrès du FN de 2003, il arrive en 62e position du suffrage des militants. Marine Le Pen et ses autres soutiens recueillent aussi de faibles scores, ce qui est perçu comme une attaque de la part des partisans de Bruno Gollnisch : Jean-Marie Le Pen décide cependant de nommer Louis Aliot au bureau politique avec d'autres « marinistes » (Olivier Martinelli, Jean-François Touzé, Marie-Christine Arnautu).
Lors des élections régionales de 2004, il est pour la première fois tête de liste du FN en Midi-Pyrénées, tout en dirigeant la campagne de Marine Le Pen en Île-de-France.
En 2005, il est nommé secrétaire général du Front national, succédant à Carl Lang, ce qui est vécu comme une marque de la montée en puissance de Marine Le Pen au sein de l'appareil du parti. À ce poste stratégique, il écarte les cadres les plus radicaux. Ses opposants au sein du FN parlent de « purge » et le surnomment « Loulou la purge ». Certains d'entre eux l'accusent d'être au service du « lobby sioniste ». D'après le journaliste Joseph Beauregard et l'universitaire Nicolas Lebourg, Louis Aliot assure qu'entre la scission mégrétiste de 1998 et l'année 2011, les radicaux sont passés de 50 % à 5 % des cadres du FN.
Lors du congrès du FN de 2007, il arrive en 4e position du suffrage des militants, derrière Bruno Gollnisch, Marine Le Pen et Roger Holeindre.
En 2008, il fonde avec Jacques Vassieux, conseiller régional de Rhône-Alpes et responsable de la cellule de veille médiatique du FN, le site d'information nation-presse.info, qui a pour objectif de présenter la ligne du parti, puis en 2010 le magazine Nations Presse Magazine. Ce dernier a pour rédacteur en chef Roland Machefer, qui écrit notamment pour le site nationaliste révolutionnaire Vox NR. Louis Aliot décrit ce magazine comme « l'organe de presse d'un des courants marinistes ». Le politologue Jean-Yves Camus inscrit cette initiative dans le cadre de la campagne des élections régionales de 2010,.

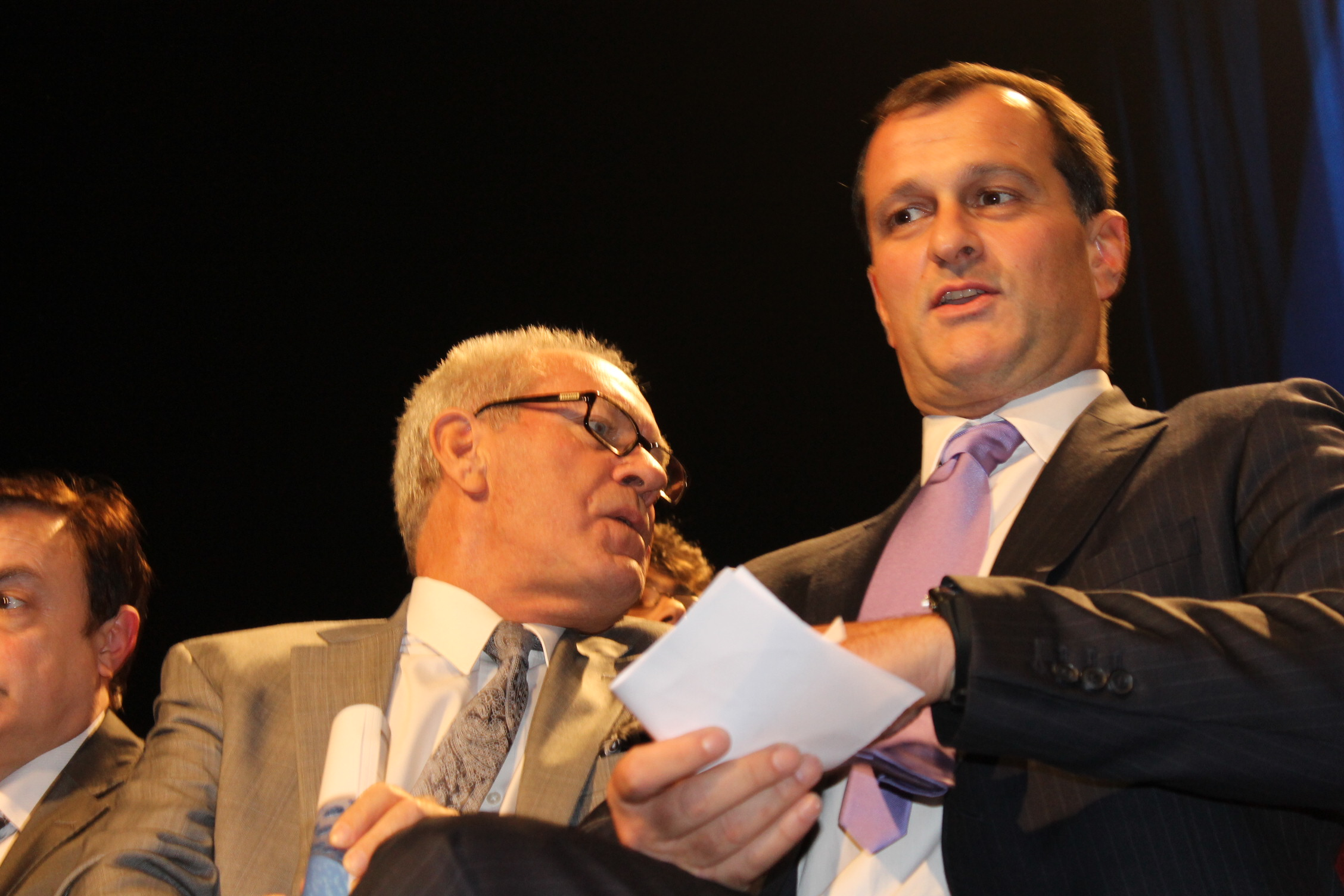
Louis Aliot (au premier plan) en 2011.

Lors des élections européennes de 2009, le Front national lui confie la tête de liste dans la circonscription Sud-Ouest, ce qui sera à l'origine du départ de Jean-Claude Martinez du parti. Lors de la campagne, il se fait remarquer en éditant des affiches où figure sur un fond rose le portrait de Jean Jaurès surmontant l'inscription « Jaurès aurait voté Front national ». Il explique alors que le FN est « la seule formation politique en France à défendre les valeurs de justice sociale et d'humanisme. » Obtenant 5,94 % des voix, il ne parvient pas à se faire élire député européen. Par ailleurs, il devient assistant parlementaire en circonscription de Marine Le Pen, élue députée européenne dans la circonscription Nord-Ouest.
Le 2 mai 2010, il quitte son poste de secrétaire général afin de soutenir la candidature de Marine Le Pen à la tête du parti et est remplacé par Jean-François Jalkh. Lors du congrès de Tours de janvier 2011, il arrive en tête du vote des adhérents à l'élection du comité central du Front national. Pour expliquer son ascension dans les congrès du FN jusqu'à ce résultat, Sylvain Crépon et Nicolas Lebourg, s'ils rappellent qu'il « est à cette date le compagnon de Marine Le Pen et bénéficie donc du halo de légitimité de sa compagne, dans le même temps élue présidente du parti », soulignent également qu'« il présente deux traits en propre qu'il ne faut pas omettre : l'importance de son engagement dans les fédérations, où il se déplace très régulièrement ; une ligne politique fidèle au national-populisme mais refusant toute référence antisémite ou racialiste. À cette époque, de plus en plus de militants se disent exaspérés par ce que l'on a pudiquement appelé les « provocations » de Jean-Marie Le Pen, qui, sans être nécessairement condamnées sur le fond, sont perçues comme autant d'obstacles au décollage politique du parti frontiste. Ces scores en sont indéniablement l'expression ».

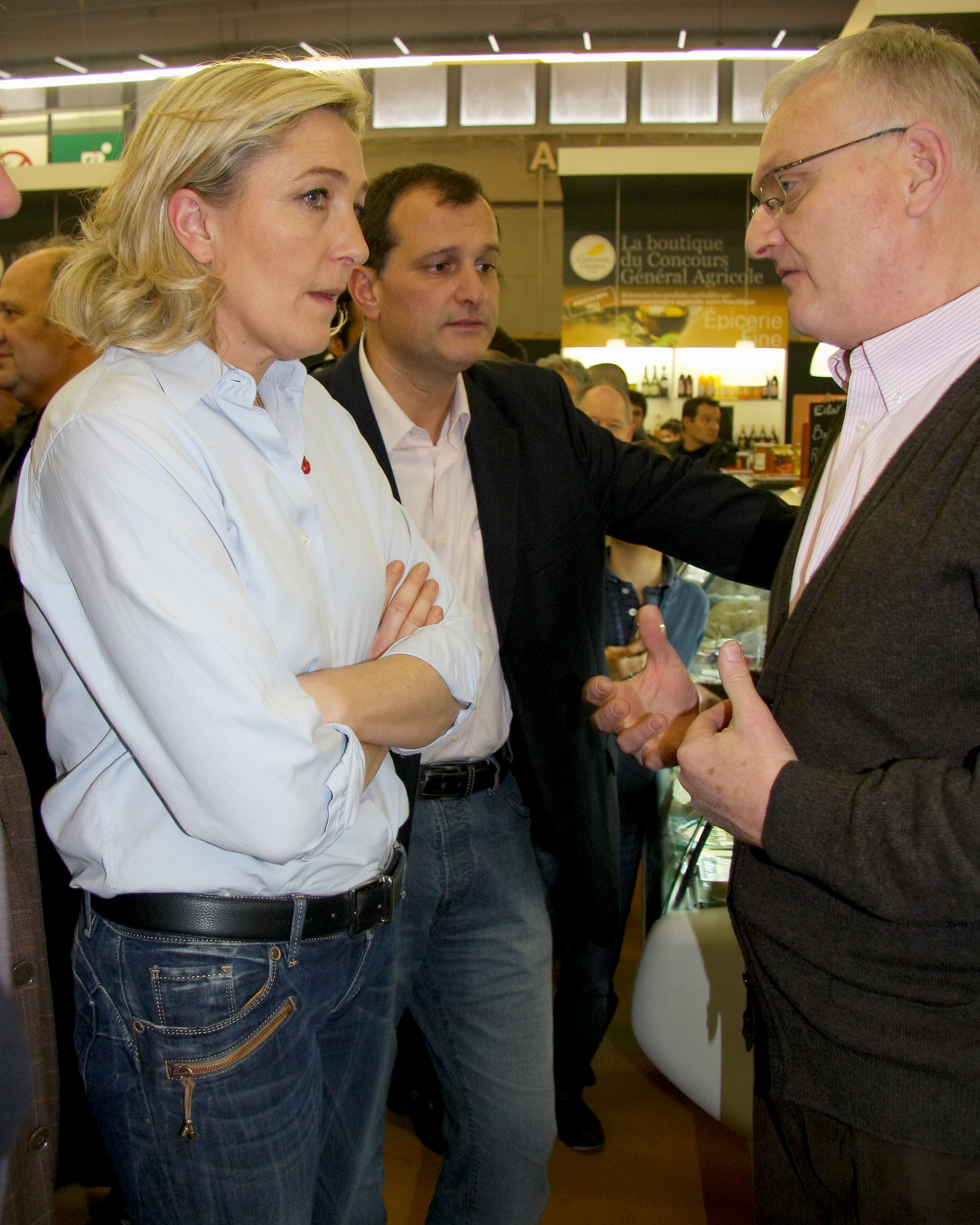
Marine Le Pen et Louis Aliot en 2011.

À l'issue du congrès de Tours, Marine Le Pen nomme Louis Aliot vice-président du parti chargé du projet, fonction nouvelle dans l'organigramme du FN. Il est vice-président du FN chargé de la formation et des manifestations, et non plus du projet, à compter du 12 juillet 2012.
Lors de l’élection du comité central du FN en 2014, il est élu en deuxième position (76 %), derrière Marion Maréchal (80 %),.
Au début de l'année 2016, il reprend la tête de la fédération du FN des Pyrénées-Orientales pour assurer sa réorganisation après le départ de Clotilde Font du groupe FN du conseil municipal de Perpignan dont elle était la numéro 2,.
Lors du XVIe congrès du Front national, il arrive en tête des élections au conseil national.
Au XVIIe congrès du Rassemblement national, qui se tient en juillet 2021, il est élu à la deuxième place par les militants au conseil national du parti et se maintient au bureau national. En revanche, Marine Le Pen lui préfère Jordan Bardella pour assurer l’intérim à la présidence du parti durant la campagne présidentielle de 2022 alors que Louis Aliot avait publiquement exprimé son intérêt pour cette responsabilité,. En outre, plusieurs de ses proches se voient refuser l’entrée du bureau exécutif du parti.
Après les législatives de 2022, lors desquelles il a pesé pour faire faire basculer les quatre circonscriptions des Pyrénées-Orientales dans le camp du Rassemblement national, Louis Aliot annonce se présenter face à Jordan Bardella pour prendre la succession de Marine Le Pen à la tête du Rassemblement national en vue du XVIIIe congrès du parti. A cette occasion, il plaide pour « ouvrir le chemin d’un “Bad Godesberg” à la française » au sein de son parti en poussant jusqu’au bout la logique de « dédiabolisation » : il appelle ainsi à s'éloigner de la mouvance identitaire et notamment des défenseurs de la théorie raciste du « grand remplacement », au contraire mise en avant par son concurrent Jordan Bardella. Il parle également de « stopper l’immigration illégale », et non l’immigration tout court.

#### Implantation locale en Languedoc-Roussillon
Louis Aliot s'implante à Perpignan en 2002 sur les conseils de Jean-Marie Le Pen. Il est ainsi candidat aux élections législatives dans la première circonscription des Pyrénées-Orientales mais sera contraint en septembre 2003 de démissionner de son poste de secrétaire départemental pour mener la liste régionale du parti en Midi-Pyrénées à la suite de la défection de Bernard Antony. Il assure alors dans le même temps la direction des campagnes régionales et européennes en Île-de-France, partageant son temps entre la région Midi-Pyrénées et Paris. Sa liste aux régionales obtient le score de 12 % au second tour, améliorant ainsi son score du premier tour, tant en voix qu’en pourcentage. Ce score lui permet donc d'être réélu au conseil régional de Midi-Pyrénées.
Aux élections municipales de mars 2008, il prend la tête de la liste intitulée « Perpignan, ville libre » et obtient 12,28 % au premier tour et 10,42 % au second, faisant ainsi revenir le Front national au conseil municipal de Perpignan. Lors des élections régionales de 2010, il figure en première position de la section Pyrénées-Orientales sur la liste FN conduite par France Jamet. Ayant obtenu dans ce département 13,64 % au premier tour et 19,99 % au second, il est élu au Conseil régional du Languedoc-Roussillon. Lors des élections cantonales de 2011 dans les Pyrénées-Orientales, il se présente dans le canton de Perpignan-9 où malgré une large avance au premier tour sur son adversaire socialiste Toussainte Calabrèse (34,61 % contre 18,02 %), il est battu au second tour (46,24 %).

#### Campagnes présidentielle et législatives de 2012

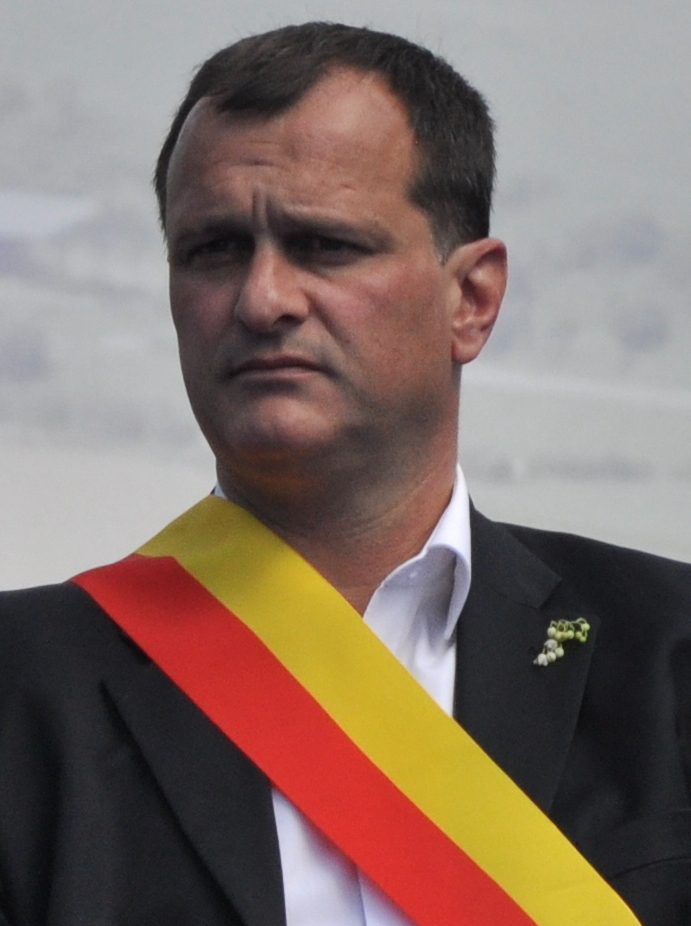
Louis Aliot en 2012.

En avril 2010, Louis Aliot lance le club Idées Nation qui fait office de think tank du Front national, chargé de fournir une expertise technique à Marine Le Pen et de développer de nouvelles idées, notamment pour la campagne de l'élection présidentielle de 2012,. L'universitaire Alexandre Dézé y voit l'un des ressorts de la stratégie de « dédiabolisation » du FN. Si Louis Aliot le présente initialement comme une « structure autonome et indépendante », Alexandre Dézé estime que ses fonctions « ne diffèrent en rien de celles du Conseil scientifique [du FN] créé à la fin des années 1980 par Bruno Mégret ». En examinant les participants aux activités du club, il souligne les « difficultés du FN à mobiliser la communauté scientifique française » et considère qu'Idées Nation constitue « essentiellement une vitrine ». La maison d'édition Club Idées Nation est ensuite créée : Des Présidents contre la France de Louis Aliot est le premier livre qu'elle publie, en mai 2014. Il quitte la présidence du think tank en septembre 2017 au profit d'Édouard Ferrand, alors que Florian Philippot met en avant sa situation pour justifier son maintien à la présidence de sa propre association, « Les Patriotes ».
Dans le cadre de cette campagne présidentielle, il est nommé directeur opérationnel de campagne de Marine Le Pen, chargé du « pôle rassemblement national », et est l'un de ses cinq porte-parole,. Les 12 et 13 décembre 2011, il se rend en Israël dans le cadre d'un déplacement qui n'a pas été annoncé préalablement. Il s'agit selon ses déclarations de rencontrer des députés israéliens, ou des élus locaux, issus de différents partis, afin de « nouer un dialogue avec eux »,. Au cours du voyage, il rencontre des Français installés en Israël, et présente Michel Thooris, qui l'accompagne, le candidat investi par le Front national pour les élections législatives de 2012 dans la huitième circonscription des Français établis hors de France,. Il se rend également dans deux colonies israéliennes de Cisjordanie : Shilo et Eli, ainsi qu'en territoire palestinien. Par ailleurs, lors de la campagne, il se fait remarquer par ses propos dans l'émission télévisée Mots croisés au cours de laquelle il indique que le programme de Marine Le Pen comprend le non remboursement de « l'IVG non thérapeutique » qu'il désigne également sous le nom d'« IVG de confort »,,.
Le 3 mai 2012, il est nommé porte-parole du Front national pour les élections législatives de 2012 en tandem avec Florian Philippot. Se présentant dans la première circonscription des Pyrénées-Orientales, il réunit au premier tour 24,13 % des suffrages exprimés, derrière le député UMP sortant Daniel Mach (28,19 %) et le candidat DVG Jacques Cresta (24,62 %). Lors de la « triangulaire » du second tour, il termine troisième avec 23,24 % des voix derrière Jacques Cresta (42,95 %) qui est élu, et Daniel Mach (33,82 %).

#### Élections européennes et locales de 2014-2015

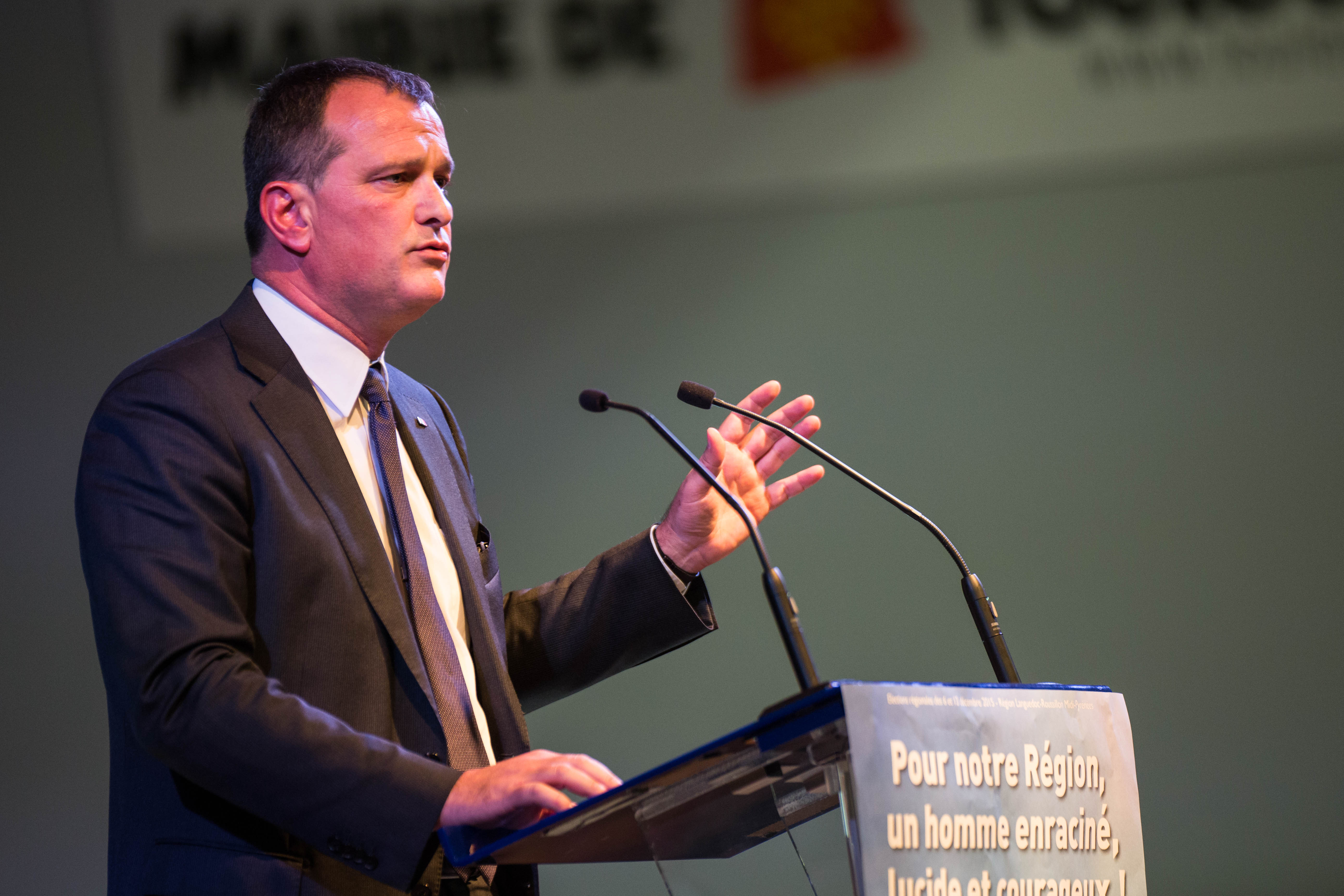
Louis Aliot en 2015.

Il est tête de liste du Front national lors des élections municipales de 2014 à Perpignan. Si sa liste « entend démontrer ses capacités de rassemblement d’un électorat hétéroclite », elle « comporte un théoricien du FN (Bruno Lemaire, conseiller économique de Marine Le Pen), un catholique traditionaliste, un fils de harki et des nostalgiques de l’Algérie française ». Sorti en tête du premier tour avec 34,20 % des voix, il échoue au second face au maire sortant UMP, Jean-Marc Pujol, qui l'emporte avec 55,11 % des suffrages. Il est élu conseiller municipal d'opposition. Le chercheur Philippe Subra relève qu'il « a réussi à fédérer un vote venu des quartiers pavillonnaires modestes, des quartiers pieds noirs, du quartier gitan de Saint-Jacques (particulièrement courtisé par le candidat et dont le vote a eu une forte composante anti-maghrébine), comme des quartiers aisés ». Jérôme Fourquet, Nicolas Lebourg et Sylvain Manternach ont calculé qu'il a été fort dans l’électorat jeune (11 points de plus que le maire Jean-Marc Pujol au premier tour), mais faible chez les plus de 65 ans (11 points de moins). Le vote en sa faveur a été important dans les bureaux de vote comptant de nombreux électeurs nés dans le département, mais les électeurs issus de l’immigration se sont mobilisés au bénéfice de la droite : au second tour dans les bureaux comptant plus de 35 % des électeurs portant un prénom arabo-musulman la hausse de la participation était le double que la moyenne dans la ville, mais la progression du vote pour Jean-Marc Pujol était dix fois plus forte que pour lui. Si les Pieds noirs ont fortement voté pour lui, d’autant qu’ils représentent 16,7 % des membres de la section locale, ils ne composent que 5,5 % des électeurs.
Il se tient progressivement éloigné de la scène nationale pour se concentrer sur ses ambitions locales. En juin 2017, il a participé à 10 conseils municipaux sur 24.
Lors des élections européennes de mai 2014 dans la circonscription Sud-Ouest, la liste qu'il conduit arrive en tête avec 24,7 % des voix, largement devant la liste UMP (18,5 %) et la liste PS (15,7 %). Au Parlement européen, il siège sur les bancs de la commission des affaires étrangères et de la commission de développement. D'abord membre des non-inscrits, il rejoint en juin 2015 le groupe Europe des nations et des libertés (ENL) à sa fondation. En avril 2017, il qualifie sur son compte Twitter de « lamentables » et « inquiétants » les camps où seraient retenues et torturées les personnes homosexuelles en Tchétchénie.
Il est désigné tête de liste par le FN pour les élections régionales de 2015 en Languedoc-Roussillon-Midi-Pyrénées. Il arrive en tête du premier tour avec 31,8 % des suffrages exprimés, devant Carole Delga, tête de liste d'union de la gauche (24,4 %), et Dominique Reynié, tête de liste d'union de la droite (18,8 %). Au terme de la triangulaire du second tour, il obtient 33,9 % des voix ; il est battu par Carole Delga (44,8 %) mais devance de nouveau Dominique Reynié (21,3 %). Ne figurant qu'en cinquième position sur la liste des Pyrénées-Orientales, il n'est pas élu au conseil régional.

#### Député des Pyrénées-Orientales
Pour les élections législatives de 2017, Louis Aliot est candidat dans la deuxième circonscription des Pyrénées-Orientales, jugée plus favorable que la première.
À l'issue du premier tour de l'élection, il arrive en première position devant la candidate du Mouvement démocrate, Christine Espert, avec 30,80 %, des suffrages exprimés. Il est élu le 18 juin suivant, avec 50,56 % des votes exprimés et 452 voix d'écart sur Christine Espert. Il fait ainsi partie des huit élus FN entrant à l'Assemblée nationale. Il est membre de la commission de la Défense nationale et des Forces armées.
Il fait partie des principaux opposants à Florian Philippot, dont il se félicite du départ du Front national en septembre 2017,.
Lors de l'élection présidentielle russe de 2018, il fait partie parmi plusieurs autres élus du FN des observateurs français du déroulement de l'élection, tandis que l'ONG Golos et l'opposant Alexeï Navalny dénoncent des cas de fraude électorale,.
C'est sa suppléante, Catherine Pujol, qui lui succède en tant que députée de la 2e circonscription des Pyrénées-Orientales.

#### Élections municipales de 2020 à Perpignan
Pressenti pour être tête de liste du Rassemblement national aux élections européennes de 2019, il décline toute candidature à ce scrutin, indiquant avoir « décidé de préférer Perpignan à toute autre forme d'engagement politique national et européen ». Préparant sa candidature aux élections municipales de 2020, il est de moins en moins présent à Paris et prend ses distances avec les instances dirigeantes du RN. En septembre 2019, il rend publique sa séparation avec Marine Le Pen,.
Candidat pour la quatrième fois consécutive à des élections municipales à Perpignan (après 2008, 2009 et 2014), il s'inspire de la campagne victorieuse, en 2014, de Robert Ménard à Béziers, en présentant « une liste d’ouverture, de rassemblement », non étiquetée RN,,. Considéré comme le favori du scrutin,, il fait intervenir dans sa campagne des personnalités proches du RN mais non encartées, comme Robert Ménard, Jean-Paul Garraud, Thierry Mariani ou Éric Zemmour, qui fait salle comble.
Mediapart relève qu'« il parle peu ou pas du tout d’immigration, pratiquement pas d’islam – sujets centraux du parti de Marine Le Pen – mais préfère se concentrer sur l’emploi et la sécurité », qui constituent « des thèmes incontournables dans une ville où le chômage touche 23 % des actifs avec des pics à plus de 50 % dans certains quartiers de la ville ». Nicolas Lebourg observe que si « les équipes de Jean‑Marc Pujol ont tout fait pour mobiliser les quartiers nord et leur population d'origine maghrébine », « Louis Aliot de son côté, a évité de leur faire peur » en ne mobilisant pas les thèmes de l'islam ou de l'immigration. Il estime également que sur la sécurité, thème qui « a toujours été au centre de toutes les campagnes municipales perpignanaises pour le FN », Louis Aliot présente pour la première fois « un programme concret, listant une série de mesures précises ». Expliquant vouloir mener une politique volontariste sur l’emploi, il propose de créer à la mairie « un service dédié » pour favoriser la rencontre entre demandeurs d’emplois et entreprises, d'« offrir des terrains pour que les entreprises puissent s’installer plus facilement », et, comme dans les villes dirigées par le RN, s'engage à ne pas augmenter les impôts. Il propose également une réorganisation de la police municipale et une révision du tarif de stationnement, défend « le référendum local » et s'oppose à la « gestion communautaire » de la mairie, alors que la ville est touchée par « une ethnicisation affirmée du système clientéliste », selon l’expression de Nicolas Lebourg. Il parle également d’écologie (« végétalisation » de la ville, « produits locaux dans les cantines »). Selon Anthony Cortes de Marianne, qui souligne les taux de chômage et de pauvreté très élevés de la ville, le mauvais bilan du maire sortant est à l'avantage de Louis Aliot.
Le 15 mars, sa liste arrive en tête du premier tour avec 35,65 % des voix, largement devant celles du maire sortant, Jean-Marc Pujol (18,43 %) et de la candidate écologiste Agnès Langevine (14,51 %). Jean-Marc Pujol recueille ainsi onze points de moins qu'en 2014, avec un retard nettement plus important sur Louis Aliot (dix-sept points contre moins de cinq en 2014).
Entre les deux tours, les listes LREM de Romain Grau et EELV d'Agnès Langevine s'effacent pour former, comme en 2014, un front républicain. Cependant, aucun candidat n’appelle clairement à voter pour Jean-Marc Pujol et deux membres de la liste LREM, dont son numéro trois, Alain Cavalière, apportent leur soutien public à Louis Aliot. L'Opinion relève qu'« en six ans, le climat s’est tendu contre le maire de Perpignan », qui est critiqué par plusieurs de ses anciens alliés,.
Le 28 juin 2020, lors du second tour, la liste qu'il conduit recueille 53,1 % des suffrages. Louis Aliot est élu maire par le nouveau conseil municipal le 3 juillet suivant. Il devient ainsi le deuxième responsable du RN, anciennement FN, à diriger une ville de plus de 100 000 habitants après Jean-Marie Le Chevallier, maire de Toulon de 1995 à 2001. La victoire du RN dans un duel au second tour s'avère particulièrement rare : lors des élections municipales de 2014, seul Marc-Étienne Lansade l'avait emporté dans cette configuration, à Cogolin.
Selon l'historien Nicolas Lebourg, sa victoire est « particulièrement significative d'une fusion des droites réussie grâce à un dépassement du socle populaire du lepénisme » : « en investissant des notables de droite, en mettant en avant les thèmes de la sécurité et de la prospérité à retrouver, en tenant un discours libéral bien loin de celui de Marine Le Pen, Louis Aliot a raflé la mise en parvenant à allier les classes populaires et les classes aisées. En somme, la liste et la campagne de notabilisation de Louis Aliot ont joué chez les CSP+ le rôle détenu par les militants dans les milieux moins fortunés ». Nicolas Lebourg considère également que « le vote RN ne s'est pas construit dans les quartiers populaires par conséquent de la société multiculturelle, mais autour d'eux, avec des sommets dans des zones aisées, contre la société multiethnique estimée responsable du gaspillage financier et de l'insécurité, tandis que l'épuisement du système clientéliste a désaffilié les zones populaires et a empêché la surmobilisation d'opérer cette fois-ci ».

#### Maire de Perpignan
Après avoir été élu maire, il est candidat pour devenir président de la communauté urbaine Perpignan Méditerranée Métropole. Il n'est pas élu à cette fonction, qui revient au maire Les Républicains de Saint-Estève, Robert Vila, celui-ci succédant ainsi à Jean-Marc Pujol à la présidence de Perpignan-Méditerranée. Il s'agit de la première fois que la communauté urbaine n'est pas dirigée par le maire de Perpignan. Battu pour les 1re, 2e, 3e et 4e vice-présidences, Louis Aliot est élu 5e vice-président de Perpignan Méditerranée Métropole, chargé de la politique de l'habitat,. L'Indépendant estime qu'« il profite de la zizanie à droite et pèse toujours un peu plus » en obtenant une vice-présidence alors que la majorité « ne voulait surtout pas du nouveau maire de Perpignan dans son gouvernement ».
Le 8 juillet 2020, il demande au nouveau Premier ministre, Jean Castex, de s’engager fermement sur l’accélération de la ligne LGV Montpellier-Perpignan et sur le désenclavement de Perpignan et de son département. Le chef du gouvernement lui répond qu’il mettra « toute [s]on énergie à le faire avancer à une vitesse supérieure à celle qui est la sienne jusqu’à présent ».
Lors de son premier conseil municipal, il fait voter une augmentation de 17 % de son indemnité (ce qui correspond à une augmentation de 60 000 euros sur la totalité de son mandat), indiquant qu’il ne cumulera pas celle-ci avec l’indemnité de président d’agglomération, contrairement à son prédécesseur à la mairie.
Il réactive des brigades de nuit, recrute une trentaine de policiers municipaux dont quatre sont affectés à sa protection personnelle et rétablit le dispositif Voisins vigilants qui permet aux riverains de signaler tout événement suspect. Le dispositif avait été abandonné en 2018 pour son inefficacité. Des tensions apparaissent rapidement dans son équipe, conduisant notamment à la démission de Bernard Reyes, son adjoint aux quartiers nord, qui affirme que « Aliot n'écoute que sa cour, comme Louis XVI ». Il recrute par ailleurs sa compagne, Véronique Lopez, comme directrice adjointe de la communication de la ville, après avoir tenté de la nommer au conseil d'administration du théâtre national l'Archipel, ce qui lui vaut des accusations de népotisme.
Une polémique nait en mars 2021 sur l'adoption du nouveau blason de la Ville : « Perpignan la Catalane » est transformée en « Perpignan la Rayonnante » ; le blason sang et or avec le dessin du Castillet est remplacé par Saint Jean-Baptiste illuminé portant un agneau entouré d'un liseré bleu-blanc-rouge ce qui provoque de nombreuses réactions négatives quant au message jugé porteur de références catholiques ainsi qu'à la réalisation jugée vieillotte ; une manifestation est organisée à la suite de ce changement,,.
Une autre polémique nait en octobre 2021 entre la Ville de Perpignan et l'Association La Bressola qui souhaite développer son réseau éducatif en ouvrant un lycée immersif en catalan à Perpignan dans l'ancien couvent Saint-Claire : le projet est préempté au dernier moment par la Ville contrairement à ce qui avait été convenu. Une manifestation réunit 2 000 personnes en faveur du projet,.
Après deux années de mandats, des analyses sur l'action de Louis Aliot à la tête de la mairie de Perpignan sont publiées. D'un côté, le chercheur Nicolas Lebourg juge qu'il y a de légères améliorations par rapport au précédent mandat sur les questions de sécurité et propreté : ajout de fonctionnaires de police, réorganisation des services et en particulier mise en place d'un service de nuit ; propreté améliorée selon lui. Nicolas Lebourg considère que Louis Aliot évite les provocations, à l'instar d'autres maires frontistes, et joue l'apaisement. De l'autre côté, un dossier de La Semaine du Roussillon intitulé « Perpignan la ville où il ne se passe rien » fustige, entretiens à l'appui, l'absence de vision et d'action du maire et pointe les manquements : pas de projet structurants, une absence de vision culturelle, une augmentation des frais généraux et des dépenses de personnel, une absence de propositions économiques, un manque de travail de l'édile. Là encore, l'analyse conclut à une idéologie sous-jacente, peu présente au quotidien. L'amélioration de la propreté ne serait visible que dans le centre-ville quant à la sécurité, la gestion serait surtout une gestion de façade. L'analyse qui prévaut dans ces articles conclut à une politique de communication bien rodée mais qui cache mal une absence de résultats concrets.
La municipalité verse en juin 2022 au Cercle algérianiste, une association regroupant ex-partisans de l’Algérie française et de la colonisation, une subvention de 100 000 euros à l'occasion de son congrès consacré à « l’œuvre coloniale ». L'événement célèbre « l’œuvre colonisatrice et « civilisatrice » de la France » et met « à l’honneur des responsables de l’Organisation armée secrète (OAS) et des généraux putschistes » notamment par le biais de 19 expositions qui se tiennent dans 5 endroits de Perpignan. Initialement, il est alors prévu de faire citoyens d'honneur de cette ville, des membres « des familles de trois militaires condamnés par la justice de la République pour leur implication dans le putsch des généraux pro-Algérie française d'avril 1961 : André Zeller, Hélie Denoix de Saint Marc et Edmond Jouhaud » selon L'Indépendant et rapporté également par Mediapart. En outre, sous l'impulsion de Louis Aliot, le conseil municipal décide trois mois plus tard de baptiser une esplanade du nom de Pierre Sergent, ancien résistant, chef de l'OAS et député FN. Le 4 février 2025, le tribunal administratif de Montpellier ordonne le retrait de ce nom, suite à un recours déposé par l'association SOS Racisme en mars 2023, au motif que « cette dénomination [est] de nature à heurter significativement la sensibilité du public ». Début avril 2025, un nouveau nom est donné à cette esplanade qui devient la « Place des victimes du FLN en Algérie 1954-1962 ».

## Résultats électoraux

### Élections législatives
| Année | Parti | Circonscription            | 1er tour | 2nd tour |
| ----- | ----- | -------------------------- | -------- | -------- |
| 2017  | FN    | 2e des Pyrénées-Orientales | 30,80%   | 50,56%   |

### Élections municipales
Les résultats ci-dessous concernent uniquement les élections où il est tête de liste.
| Année | Parti | Parti | Commune   | %        | %       | Sièges obtenus (CM) |
| Année | Parti | Parti | Commune   | 1er tour | 2d tour | Sièges obtenus (CM) |
| ----- | ----- | ----- | --------- | -------- | ------- | ------------------- |
| 2008  |       | FN    | Perpignan | 12,3     | 10,4    | 2 / 55              |
| 2009  |       | FN    | Perpignan | 9,4      |         | 0 / 55              |
| 2014  |       | FN    | Perpignan | 34,2     | 44,9    | 12 / 55             |
| 2020  |       | RN    | Perpignan | 35,7     | 53,1    | 42 / 55             |

### Élections départementales
| Années | Parti | Canton      | 1er tour | 2nd tour |
| ------ | ----- | ----------- | -------- | -------- |
| 2022   | RN    | Perpignan-5 | 44,07    | 53,54    |

## Orientations

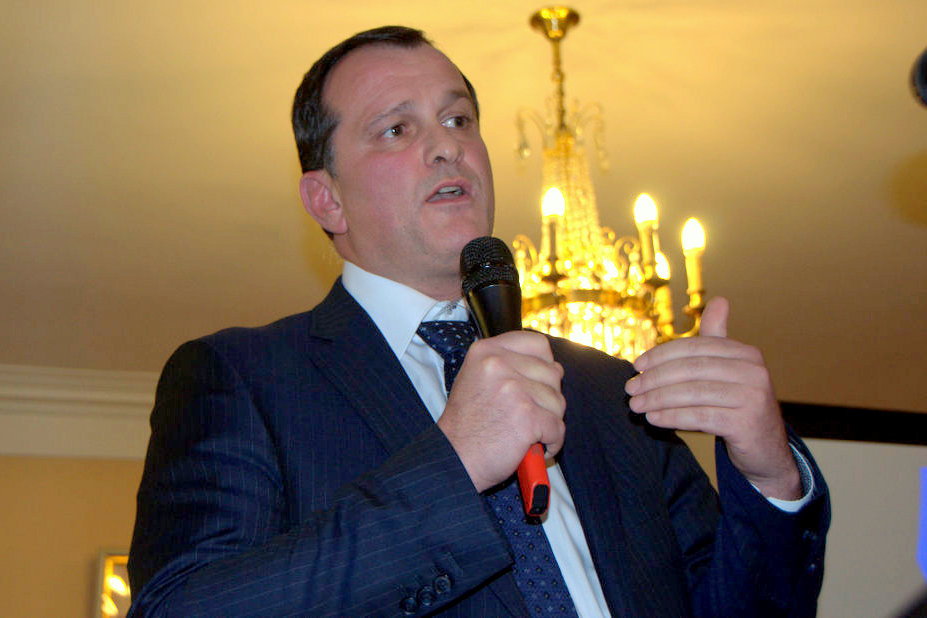
Louis Aliot en 2013.

Sylvain Crépon, sociologue spécialiste du FN, écrit : « Bien qu'issu d'une famille engagée à l'extrême droite dès avant sa naissance, Aliot ne se reconnaît aucun héritage idéologique précis, si ce n'est celui qu'il a acquis au Front national, ou bien auprès de sa famille et qui est lié au sort des pieds-noirs […]. En dépit de sa trajectoire universitaire, Louis Aliot est emblématique de ces militants frontistes d'origine populaire, encartés très jeunes, et pour qui le FN a tenu lieu de principale matrice idéologique, voire intellectuelle. […] Très tôt désignés candidats à des élections locales, ils ont pu bénéficier d'une reconnaissance militante et d'une visibilité publique aussi grisantes qu'inespérées. »
Pour Joseph Beauregard et Nicolas Lebourg, « c'est un post-soixante-huitard, ayant à la fois intégré des valeurs d'autonomie individuelle (divorcé, catholique non pratiquant […]), et les rejetant comme bases sociales (il a le goût de l'ordre et de l'autorité traditionnelle) ». Ils soulignent par ailleurs sa référence au gaullisme dès ses années au FNJ alors qu'elle « demeurait globalement taboue, irritant au plus haut point la génération de l'Algérie française et ceux qui ne lisent le monde qu'à travers une lecture pro-Axe de la Seconde Guerre mondiale ». Selon eux, elle s'explique à la fois par son appartenance à une génération ayant « découvert l'extrême droite à travers le filtre lepéniste », c'est-à-dire le mariage d'un ensemble de chapelles idéologiques, et par sa thèse de doctorat de droit constitutionnel consacrée au référendum sur l'élection au suffrage universel du président de la République. À ce sujet, il considère que la pratique référendaire permettrait de renouer avec l'équilibre des pouvoirs initialement institué par la Constitution et de surmonter les « blocages internes, syndicaux, internationaux »,.
Pour Libération, il « aura incarné le renouveau mariniste autant que la permanence d’une ligne poujadiste, fidèle au souvenir colonial et à l’ancrage à droite du Front national ».
Louis Aliot se situe sur une ligne républicaine, souverainiste, anti-communautariste et laïque. Le combat contre les communautarismes doit selon lui permettre de maintenir le lien social. Il met ainsi en garde contre les dangers que constitue selon lui la tentation régionaliste. Concernant l'immigration, il pense que « la France, ancien empire, doit intégrer des étrangers non-européens » à la condition qu'ils « respectent nos valeurs et restent minoritaires » ; en 2017, il se dit favorable à l'« inversion des flux migratoires ». Il participe aux marches de La Manif pour tous et prône l'arrêt des subventions au planning familial, tout en estimant qu'il ne faut pas « déserter ce terrain de la pédagogie et de l’éducation pour ces jeunes générations ».
Après avoir déclaré en 2011 se sentir « plus proche de Jean-Pierre Chevènement que d'une partie de l'UMP », notamment cette « droite molle acquise à l’ultralibéralisme », il se prononce après les élections régionales de 2015 pour un « État au service des entreprises » et critique les avantages dont jouissent les fonctionnaires. La ligne du FN est selon lui trop focalisée sur la politique monétaire et la sortie de la France de la zone euro ; il réclame alors publiquement un rééquilibrage du discours du FN vers les préoccupations des entreprises, ce qui conduit Marine Le Pen à organiser un séminaire sur la ligne du parti.
En août 2015, en tant que membre du comité exécutif du parti, il se prononce contre l'exclusion de Jean-Marie Le Pen du Front national. Il indique qu'il se « voyait mal » écarter celui avec qui il était « entré en politique ».
À propos des syndicats, il estime qu'ils « sont les croque-morts du monde économique et du travail, ils ont toujours accompagné le désarroi des gens […] Ils ne servent à rien ».

## Affaires judiciaires

### Condamnation pour diffamation
Ayant accusé un ancien membre du Front national, Christian Baeckeroot, d'avoir insulté Roger Holeindre, membre du FN, il est attaqué en justice pour diffamation et condamné à 500 euros d'amende avec sursis, à payer 500 euros à Christian Baeckeroot au titre de l'article 475-1 du Code de procédure pénale et, solidairement avec Marine Le Pen (qui avait repris les accusations de Louis Aliot), à lui verser 1 000 euros. Louis Aliot et Marine Le Pen ont fait appel ; leur peine a été aggravée : notamment, les dommages et intérêts sont passés à 5 000 euros,.

### Assistants parlementaires du FN au Parlement européen

#### Son emploi comme assistant
Marine Le Pen et Louis Aliot ont été critiqués, pour l'embauche de ce dernier comme assistant parlementaire en circonscription Nord-Ouest (alors qu'il était par ailleurs élu local à Perpignan). Louis Aliot percevait 5 006 euros par mois pour un mi-temps.
Le règlement du Parlement européen, à l'inverse de celui de l'Assemblée française, interdit aux députés d'embaucher un conjoint, que celui-ci soit lié ou non à l'élu par un contrat marital,. Marine Le Pen refusant de considérer Louis Aliot comme un « conjoint » ou « partenaire stable non matrimonial », procède à ce recrutement en juillet 2011, malgré les interrogations des services du Parlement européen. Pour se rembourser, le Parlement européen réduit de moitié le salaire de Marine Le Pen (et d'autres députés dans le même cas).

#### Emploi de Laurent Salles comme son assistant
Par ailleurs, Laurent Salles a été l'assistant parlementaire du député européen Louis Aliot de juillet 2014 à février 2015. Pendant ce laps de temps, un seul SMS aurait été envoyé entre les deux hommes. Une enquête est ouverte concernant un éventuel emploi fictif. Le 22 juin 2017, dans le cadre de l'affaire des assistants parlementaires du Front national au Parlement européen, Louis Aliot a refusé de se rendre à une convocation de la police dans cette enquête.
Le 22 décembre 2017, Louis Aliot est mis en examen pour abus de confiance,. Le 25 octobre 2018, sa mise en examen est requalifiée en « détournement de fonds publics ».
En septembre 2023, le parquet de Paris requiert un procès contre le Rassemblement national et 27 personnes liées au parti, dont le maire de Perpignan, dans l'enquête sur les assistants des eurodéputés. Le procès a lieu du 30 septembre au 27 novembre 2024,. Le 13 novembre, le parquet requiert contre Louis Aliot 18 mois d’emprisonnement dont 12 avec sursis, 30 000 euros d’amende et 3 ans d’inéligibilité avec exécution provisoire. Par un jugement du 31 mars 2025, Louis Aliot écope de trois ans d'inéligibilité mais sans exécution provisoire, ce qui signifie qu'il peut conserver son mandat. Il est en outre condamné à 18 mois de prison dont six ferme. Il annonce son intention « d’interjeter appel dans les plus brefs délais et avec la ferme détermination de gommer cette injustice ».

## Détail des mandats et fonctions

### Parlementaire
- 1er juillet 2014 - 20 juillet 2017 : député européen (élu dans la circonscription Sud-Ouest)
- 21 juin 2017 - 2 août 2020 : député (élu dans la 2e circonscription des Pyrénées-Orientales)

### Au conseil régional
- 23 mars 1998 - 21 mars 2010 : conseiller régional de Midi-Pyrénées
- 28 mars 2004 - 20 mars 2010 : président du groupe Front national au conseil régional de Midi-Pyrénées
- 26 mars 2010 - 13 décembre 2015 : conseiller régional de Languedoc-Roussillon

### Au niveau communal
- 21 mars 2008 - 5 juillet 2009 : conseiller municipal de Perpignan
- depuis le 4 avril 2014 : conseiller municipal de Perpignan
- depuis le 3 juillet 2020 : maire de Perpignan

### Au Front national
- 1997-1998 : délégué régional du Front national de la jeunesse en Midi-Pyrénées et Languedoc-Roussillon
- 1999-2000 : directeur de cabinet de Jean-Marie Le Pen
- 1999-2000 : secrétaire départemental de Haute-Garonne
- depuis 2000 : membre du comité central du FN
- 2001-2002 : coordinateur de la campagne présidentielle de Jean-Marie Le Pen
- 2002-2004 : secrétaire départemental FN des Pyrénées-Orientales
- 2002-2010 : membre du cabinet de Jean-Marie Le Pen
- 2003-2010 : membre du bureau politique et membre de la commission d’investiture
- juillet 2003 : secrétaire régional FN de Midi-Pyrénées
- 11 octobre 2005 - 2 mai 2010 : secrétaire général du FN
- 16 janvier 2011 - 11 mars 2018 : vice-président du Front national (chargé du projet, puis, à partir du 12 juillet 2012, chargé de la formation et des manifestations)
- octobre 2011 - avril 2012 : directeur opérationnel de la campagne présidentielle de Marine Le Pen
- mai - juin 2012 : porte-parole du Front national pour les législatives

### Autres
- Ancien secrétaire général de Générations Le Pen
- Ancien secrétaire administratif du Cercle national des rapatriés (CNR)
- Assistant parlementaire de Marine Le Pen[164]

## Publications

### Université
- 2003 : L'élection du président de la Cinquième République au suffrage universel direct (préf. Jean-Marie Crouzatier), Éditions François-Xavier de Guibert, coll. « Combats pour la liberté de l'esprit », 2003, 336 p. (ISBN 978-2-86839-837-6)
- 2003 : article dans la Revue du droit public - no 1 consacré aux présidents français et à l’Europe sous la Cinquième République ;
- 2003 : article dans la revue juridique Les Annonces de la Seine - no 24 consacré au droit de la décentralisation et plus précisément à « la régionalisation des transports ferroviaires ».

### Politique
- Mes billets pour la France, Refondation nationale, 2005.
- Des Présidents contre la France (préf. Gilbert Collard), Club idées & Nation, 2014.
- Impossible n'est pas français, éditions Quid Novi, 2021. Cet ouvrage relate « les coulisses, riches en révélations, de ses trente ans passés au sein du mouvement, de militant de base en Ariège à sa première année à la tête de la plus grande ville dirigée par le RN »[165]. Le centième exemplaire n'est vendu qu'après seize semaines en librairie[166].

### Ax-les-Thermes
- Ax-les-Thermes en 1996 : Perle des Pyrénées ? : explication systémique d'un déclin à l'échelle locale, 1996, 368 p.

## Dans la fiction
Dans le roman de politique-fiction de Frédéric Deslauriers (2011), Les Deux-Cents jours de Marine Le Pen, où Marine Le Pen gagne l'élection présidentielle de 2012, Louis Aliot devient secrétaire général de la présidence. Dans un autre de Michel Wieviorka, Le séisme. Marine Le Pen présidente (2016), où cette dernière gagne l'élection présidentielle de 2017, il devient porte-parole du gouvernement, chargé des relations avec le Parlement.